# Heritiera
Heritiera ist eine Pflanzengattung in der Unterfamilie der Sterkuliengewächse (Sterculioideae) innerhalb der Familie der Malvengewächse (Malvaceae). Die etwa 35 Arten gedeihen in tropischen Gebieten von Asien, Afrika und Australasien. Von einigen Arten wird das Holz genutzt.

## Beschreibung

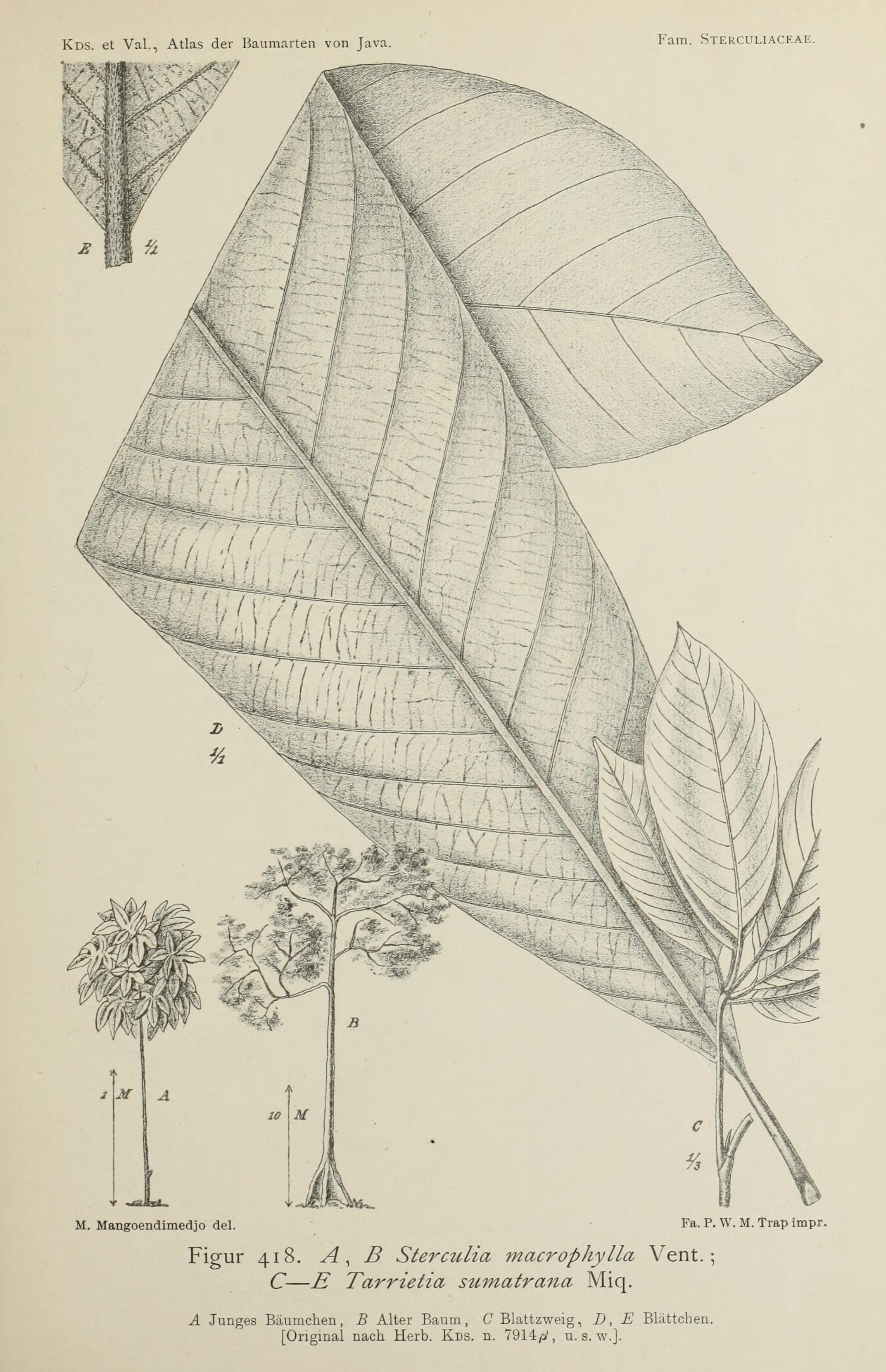
Illustration aus Atlas der Baumarten von Java, Figur 418 von Heritiera sumatrana

### Vegetative Merkmale
Heritiera-Arten sind Bäume oder Sträucher. Ältere Bäume besitzen meist Brettwurzeln. Die oberirdischen Pflanzenteile sind meist mit sternförmigen Haaren (Trichome) bedeckt. Die wechselständig angeordneten Laubblätter sind meist gestielt und besitzen eine einfache oder fiedrig geteilte bis zusammengesetzte Blattspreite. Meist befinden sich an der Basis des Blattstiele früh abfallende Nebenblätter.

### Generative Merkmale
In seitenständigen, zymösen oder rispigen Blütenständen stehen viele Blüten zusammen. Die meist eingeschlechtigen Blüten sind radiärsymmetrisch und fünfzählig. Die vier bis sechs Kelchblätter sind glocken- oder krugförmig verwachsen. Es sind keine Kronblätter vorhanden. In ein oder zwei Kreisen stehen 4 bis 15 verwachsenen Staubblätter. In den weiblichen sind drei bis fünf zusammenhängende Fruchtblätter und Staminodien vorhanden. Jedes Fruchtblatt besitzt nur eine Samenanlage. Der sehr kurze Griffel endet in einer sehr kleinen Narbe.
Die holzige oder ledrige Frucht besitzt Kanten und öffnet sich bei Reife nicht. Die Samen besitzen kein Endosperm.

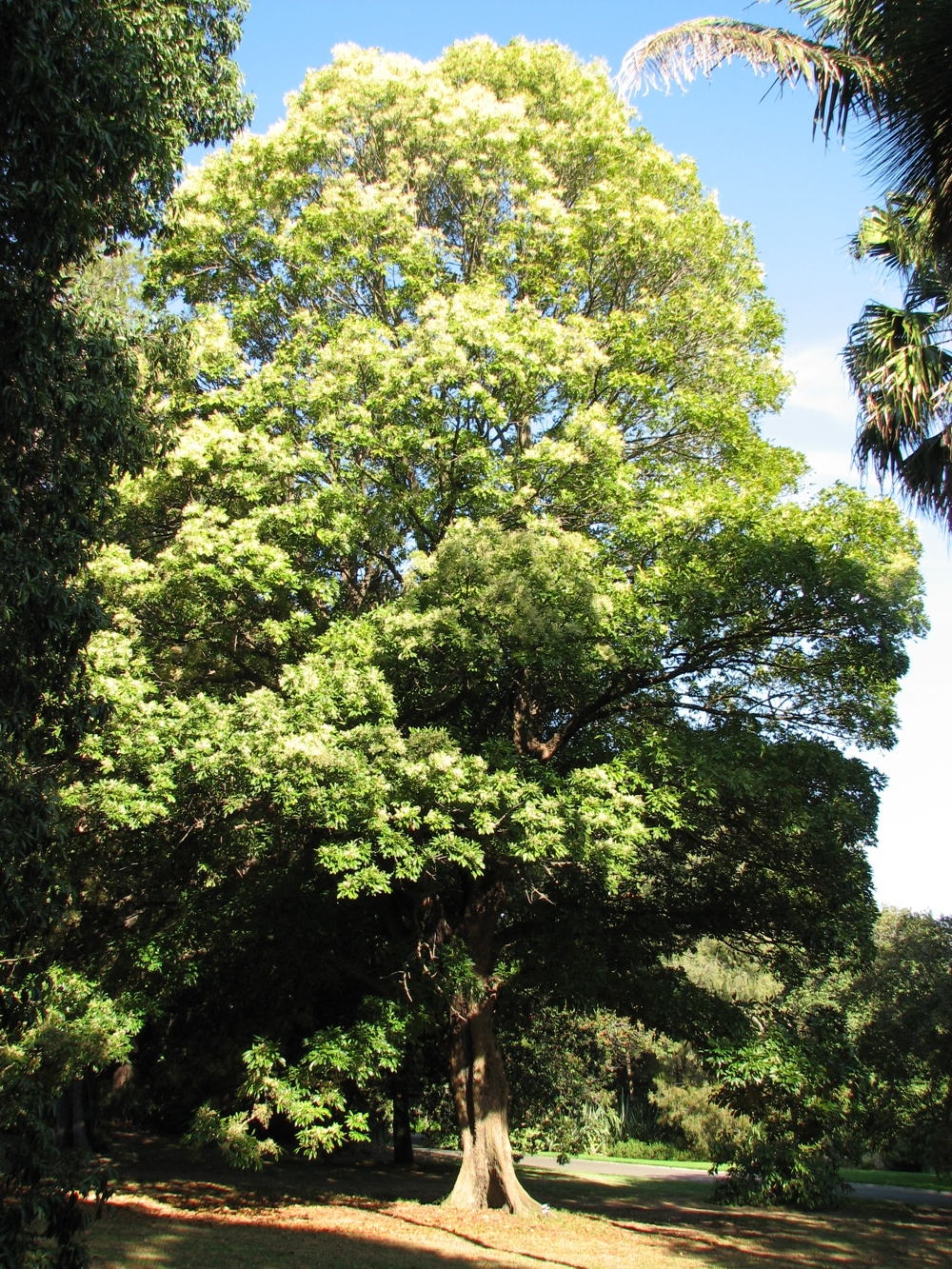
Heritiera actinophylla

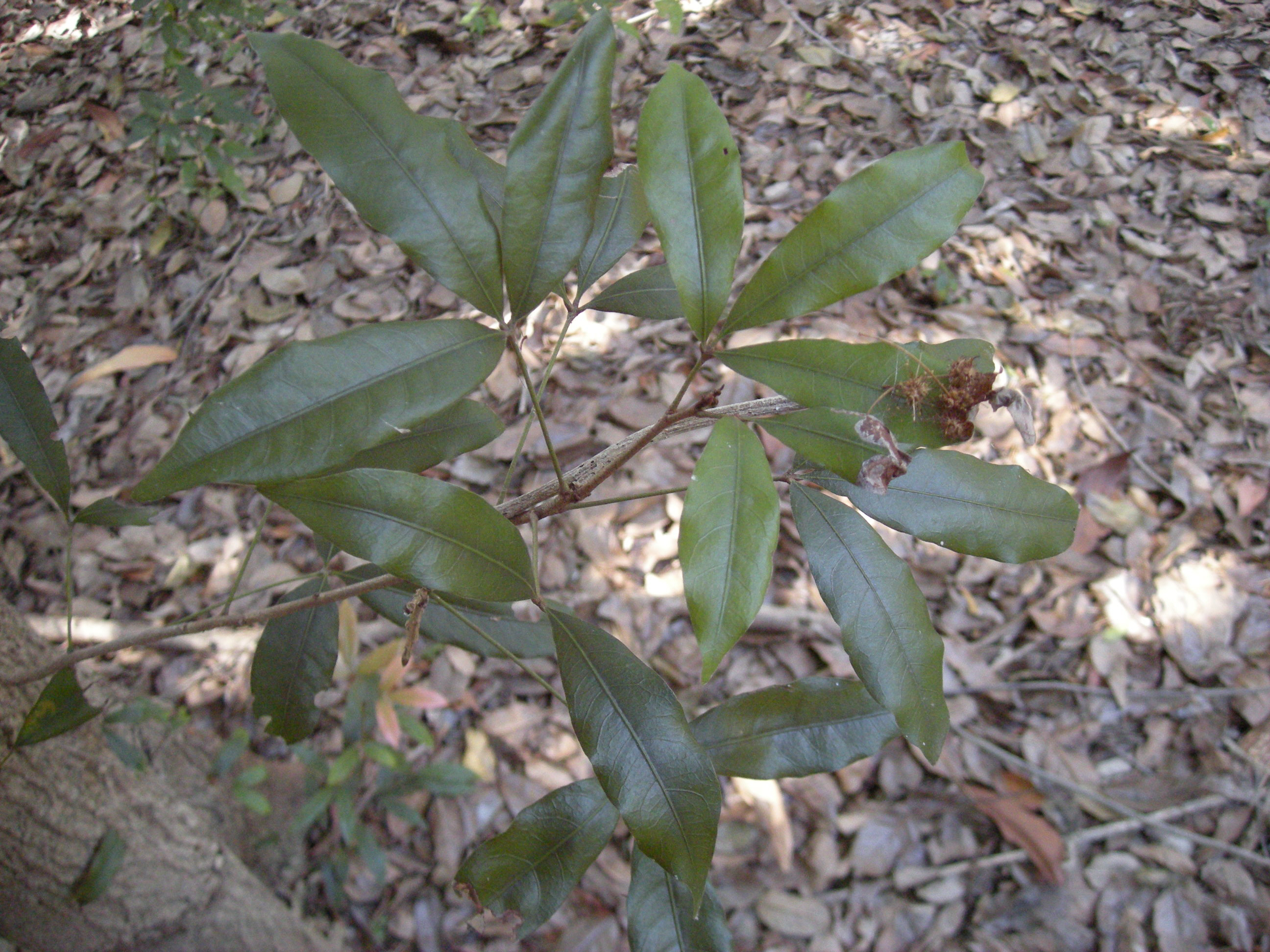
Heritiera trifoliolata

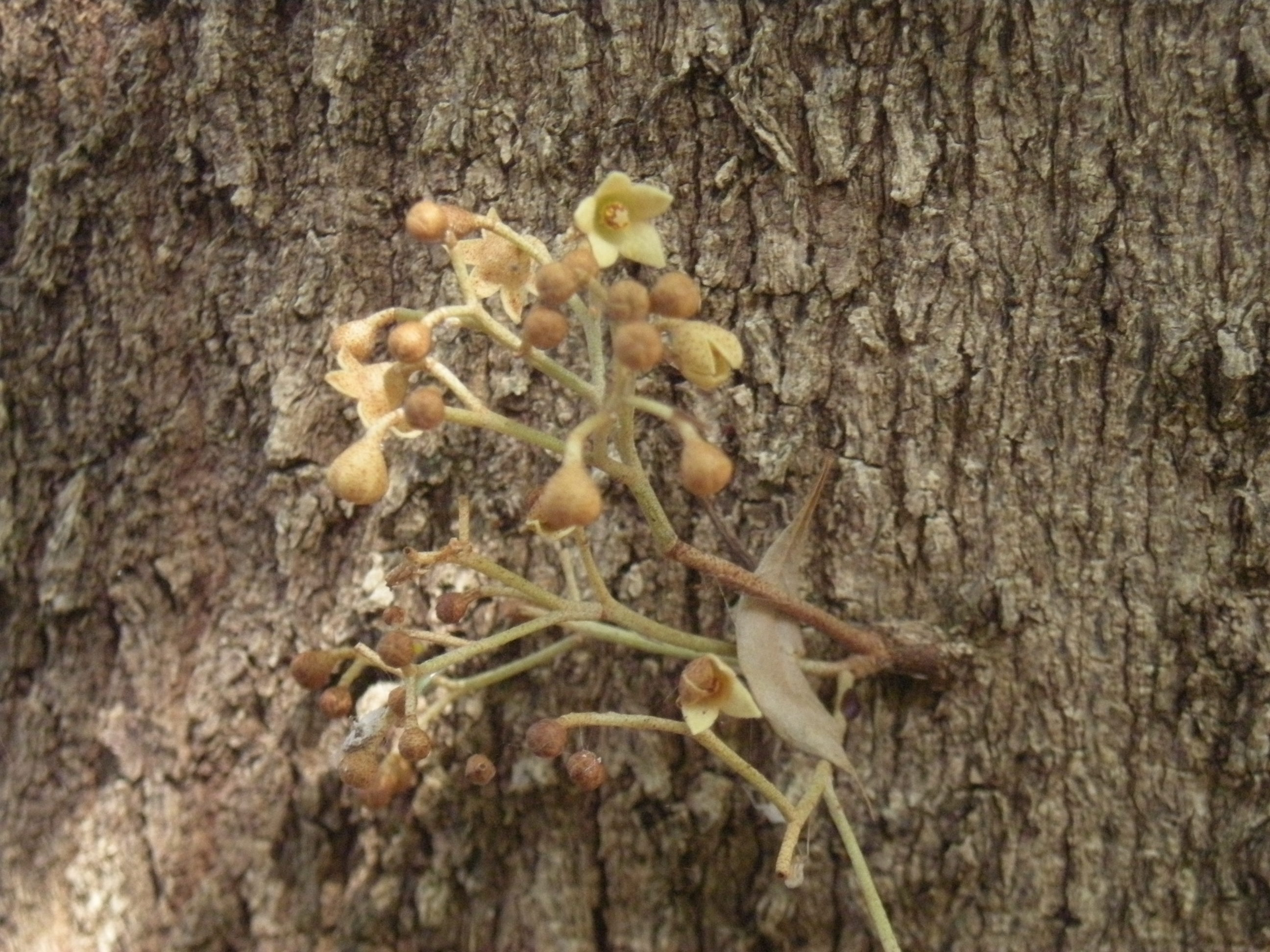
Heritiera trifoliolata, Blütenstand

## Systematik
Die Gattung Heritiera wurde 1789 mit der Typusart Heritiera littoralis Aiton durch William Aiton in Hortus Kewensis; or, a catalogue ..., 3, S. 546–547 aufgestellt. Der Gattungsname Heritiera ehrt den französischen Botaniker Charles Louis L’Héritier de Brutelle (1746–1800). Synonyme für Heritiera Aiton sind: Argyrodendron F.Muell., Tarrietia Blume, Sutherlandia J.F.Gmelin 1792 non R.Br. 1812.
Es gibt etwa 35 Heritiera-Arten. Hier eine Artenauswahl:
- Heritiera albiflora (Ridley) Kosterm.: Sie wurde aus Borneo beschrieben.
- Heritiera actinophylla (Bailey) Kosterm. (Syn.: Argyrodendron actinophyllum (Bailey) Edlin): Sie wurde aus Queensland erstbeschrieben.
- Heritiera angustata Pierre: Sie kommt in Hainan, Yunnan und Kambodscha vor.[4]
- Heritiera arafurensis Kosterm.: Sie wurde aus Indonesien beschrieben.
- Heritiera aurea Kosterm.: Sie wurde aus Borneo beschrieben.
- Heritiera borneensis (Merr.) Kosterm. (Syn.: Tarrietia borneensis Merr.): Sie kommt in Malaysia, Indonesien und Singapur vor.[3]
- Heritiera densiflora (Pellegr.) Kosterm.: Aus Gabun.
- Heritiera elata Ridley: Sie wurde von der Malaiischen Halbinsel beschrieben.
- Heritiera fomes Buch.-Ham.: Sie kommt in Indien, Thailand und Myanmar vor.[3]
- Heritiera globosa Kosterm.: Sie kommt in Malaysia und in Indonesien vor.[3]
- Heritiera javanica (Blume) Kosterm.: Sie kommt in Indochina, Thailand, Malaysia, Indonesien und auf den Philippinen vor.[3]
- Heritiera kanikensis Banerjee & Majumdar: Sie wurde aus Indien beschrieben.
- Heritiera littoralis Aiton: Sie wächst an den Mangroveküsten Indiens und des westlichen Pazifischen Ozeans von China, Taiwan, Kambodscha, Indonesien, Malaysia, der Philippinen, Sri Lanka, Vietnam, Tansania, Mosambik, Madagaskar; Mikronesien, Neukaledonien, Fidschi, Tonga und von Australien.[3]
- Heritiera longipetiolata Kaneh.: Dieser Endemit kommt nur auf der Marianeninsel Tinian vor.[3]
- Heritiera macrophylla Wall. ex Kurz: Sie wurde aus Indien und Myanmar beschrieben.
- Heritiera novoguineensis Kosterm.: Sie wurde aus Neuguinea beschrieben.
- Heritiera ornithocephala Kosterm.: Sie kommt in Tonga, Niue und Fidschi vor.
- Heritiera parvifolia Merr.: Sie kommt im südlichen Hainan, in Indien, Myanmar und in Thailand vor.[4]
- Heritiera simplicifolia (Masters) Kosterm.: Sie kommt in Malaysia und in Indonesien vor.[3]
- Heritiera sumatrana (Miq.) Kosterm. (Syn.: Tarrietia sumatrana Miq.): Sie kommt in Malaysia, Indonesien und in Thailand vor.[3]
- Heritiera sylvatica S.Vidal: Sie wurde von den Philippinen beschrieben.
- Heritiera trifoliolata (F.Muell.) Kosterm. (Syn.: Argyrodendron trifoliolatum F.Muell.): Sie kommt in New South Wales und in Queensland vor.
- Heritiera utilis (Sprague) Sprague (Syn.: Tarrietia utilis (Sprague) Sprague, Triplochiton utile Sprague): Sie wächst an den Mangroveküsten Westafrikas von Liberia, der Elfenbeinküste, Ghana, Sierra Leone bis Gabun.[3]

## Bilder
Die Mangrovepflanze Heritiera littoralis:

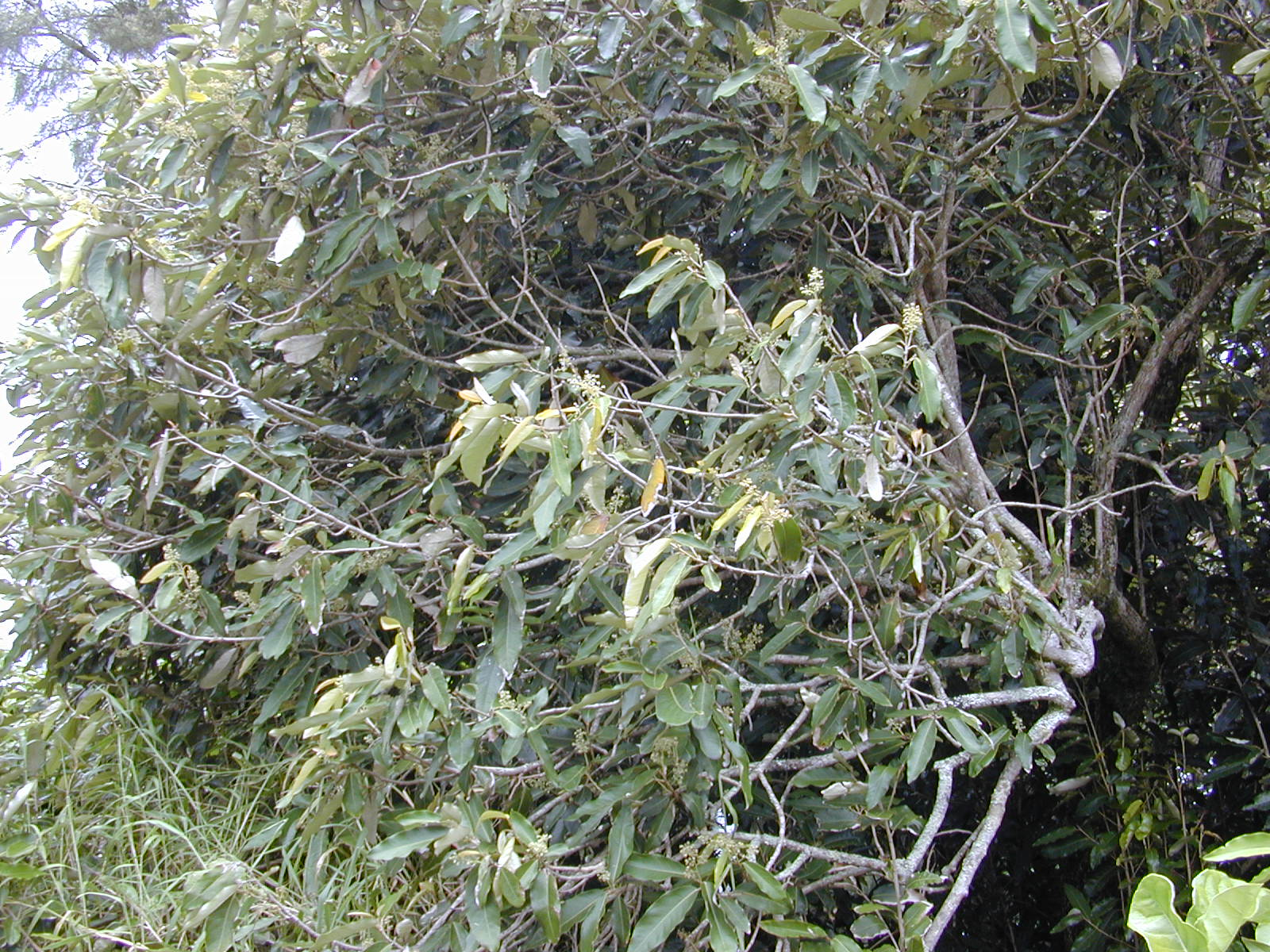
Habitus
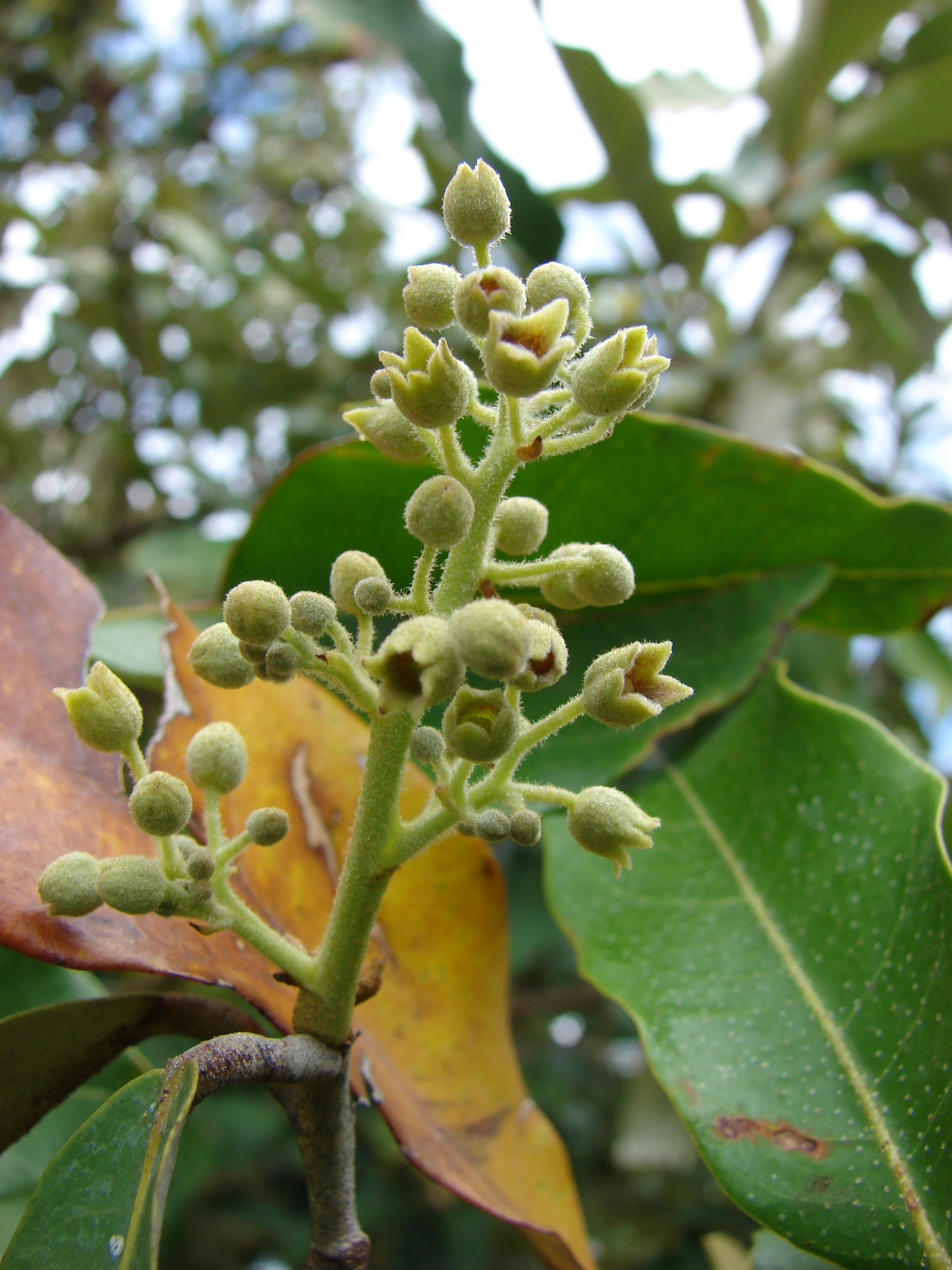
Blütenstand
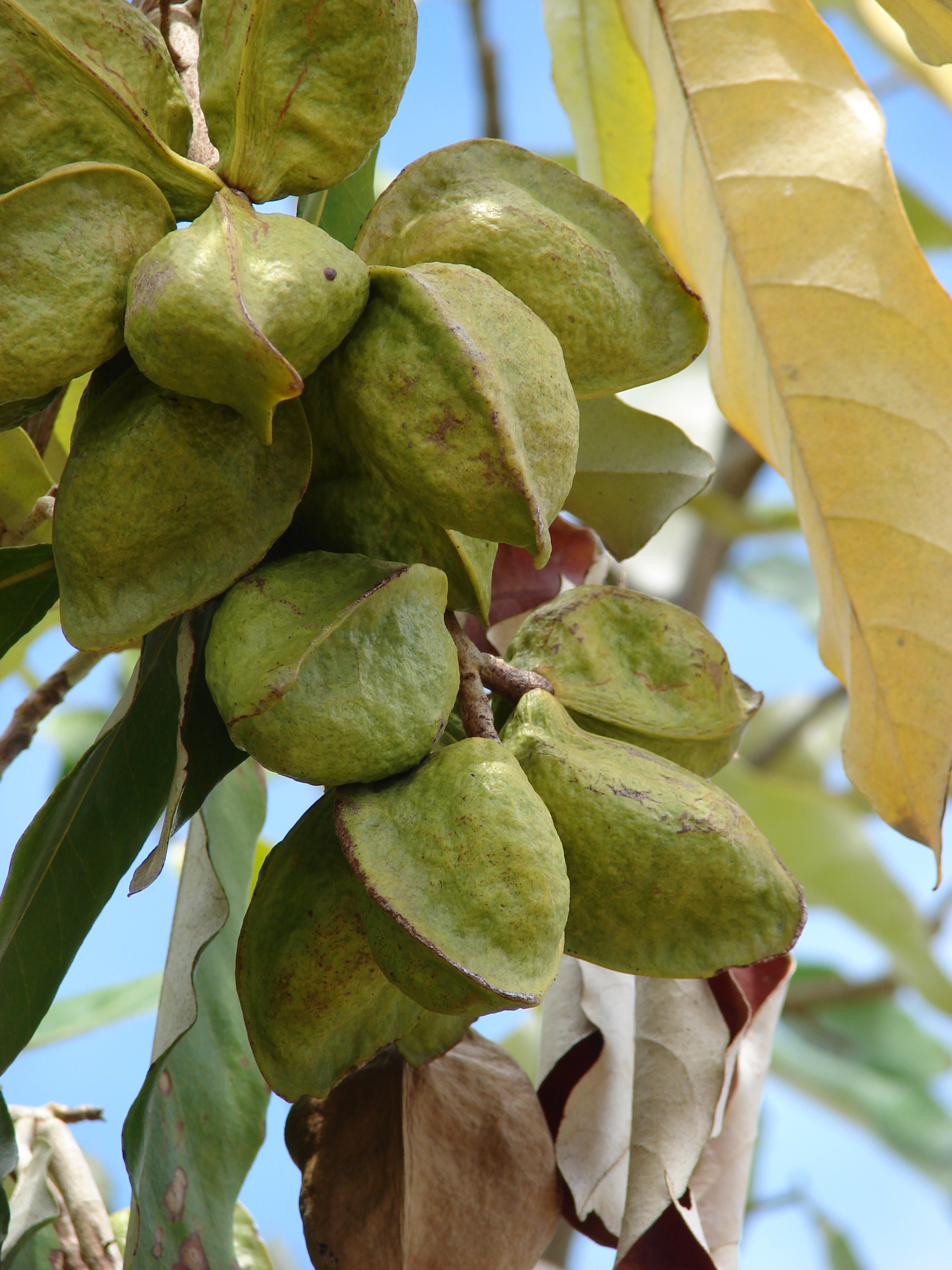
Fruchtstand